# Лоэв, Мишель
Мишель Лоэв (фр. Michel Loève; 22 января 1907, Яффа, Османская империя — 17 февраля 1979, Беркли, США) — французский и американский математик, специалист по теории вероятностей и математической статистике.
Родился в 1907 году в еврейской семье в Яффе (на тот момент — в Османской империи), детство провёл в Египте, где получил среднее образование во французской школе. Учился в Парижском университете, где в 1941 году под руководством Поля Леви защитил докторскую диссертацию. В 1936 году получил диплом актуария в Лионском университете.
Из-за еврейского происхождения в годы немецкой оккупации Франции был помещён в концентрационный лагерь Дранси. После освобождения работал в Институте Анри Пуанкаре (1944—1946), затем до 1948 года — в Лондонском университете.
Был приглашённым профессором в Колумбийском университете в США. С 1948 года — профессор математики и статистики в Калифорнийском университете в Беркли, где работал вплоть до кончины в 1979 году.
В 1992 году в его честь вдовой Лин Лоэв (Line Loève) была учреждена Премия Лоэва, вручаемая раз в два года лучшим вероятностникам в возрасте до 45 лет.

## Избранные труды
- Loève, Michel «Probability Theory». Princeton, New Jersey, USA, 1955.